# Marilyn Strickland
Pour les articles homonymes, voir Strickland.
Marilyn Strickland, née le 25 septembre 1962 à Séoul, est une femme d'affaires et femme politique américaine. Membre du Parti démocrate, elle est maire de Tacoma de 2010 à 2018 et élue de l'État de Washington à la Chambre des représentants des États-Unis depuis 2021.

## Jeunesse
Strickland est née le 25 septembre 1962 à Séoul, en Corée du Sud, fille d'une mère coréenne et d'un père afro-américain. Strickland et sa famille emménagent à Tacoma, Washington en 1967 après que son père ait été stationné à Fort Lewis. Elle grandit dans le quartier de South End et fréquente la Mount Tahoma High School. Elle obtient un diplôme en commerce de l'université de Washington et un MBA de l'université Clark Atlanta.

## Carrière
Après avoir obtenu une maîtrise en administration des affaires de l'université Clark Atlanta, Marilyn Strickland rejoint Starbucks en tant que directrice de son activité en ligne. Elle participe ensuite au lancement du service public de câblodistribution haut débit de la ville de Tacoma nommé Click!, travaillant avec une agence de publicité pour aider à accroître le soutien du public.
Après des années dans le secteur privé, Strickland est élue au conseil municipal de Tacoma. Elle est membre du conseil pendant deux ans avant d'être sélectionnée pour servir comme maire de 2010 à 2018,.
Strickland est la première maire élue de Tacoma d'origine asiatique, ainsi que la première femme afro-américaine à ce poste. Elle utilise des connexions en Chine et au Vietnam pour attirer des investisseurs étrangers, aboutissant à la visite à Tacoma du président chinois Xi Jinping.
En mai 2010, le conseil d'éthique de Tacoma sanctionne la maire Marilyn Strickland pour avoir accepté des miles d'un homme d'affaires local pour un voyage officiel en Asie. Elle accepte la sanction et retourne la valeur des miles à l'homme d'affaires.
Après la fin de son mandat de maire, Strickland est approchée par la chambre de commerce métropolitaine de Seattle, pro-business, pour devenir présidente de l'organisation. Au cours de son mandat, Strickland s'oppose à la taxe d'entrée de Seattle,.
Strickland est décrite comme une modérée ou une centriste,.

### Élection à la Chambre des représentants de 2020
Strickland quitte la Chambre du commerce au début de 2020, au moment de sa candidature pour le 10e district congressionnel de Washington aux élections de 2020, un siège laissé vacant par le titulaire Denny Heck,,. Strickland est soutenue par plusieurs politiciens et journaux. Lors de la primaire du 4 août, Strickland se classe première dans un peloton de 19 candidats. Strickland et celui arrivé deuxième, Beth Doglio, sont toutes deux sélectionnées pour les élections de novembre,,.
Aux élections générales de novembre, Strickland bat Doglio. Elle prend ses fonctions le 3 janvier 2021.